# Atresmedia
Atresmedia, também conhecida por seu acrônimo A3M e cujo nome comercial é Atresmedia Corporación de Médios de Comunicación, S.A. (anteriormente, Grupo Antena 3), é um grupo de comunicação espanhol que opera em vários setores de atividade, especialmente audiovisual. É a empresa resultante da fusão do Grupo Antena 3 com o Gestor de Investimentos Audiovisuais La Sexta. A Atresmedia Corporación detém, como sociedade mãe, a subsidiária Atresmedia Televisión, que obteve em 1989 uma das três licenças para televisão privada em Espanha.
A partir de 29 de outubro de 2003, a Atresmedia está listada na Bolsa de Madri, através da Atresmedia Televisión (então Grupo Antena 3 através da Antena 3 de Televisión). Ele estava listado no Ibex 35 desde 8 de julho de 2005 até 31 de dezembro de 2007.

## História
Em 30 de novembro de 2005, com o lançamento da televisão digital terrestre (TDT) na Espanha, cada canal analógico recebeu dois novos canais além dos seus. Antena 3 Televisión, S.A. criou três novos canais: Neox dedicado ao público jovem com séries, Nova dedicado ao público feminino com séries e telenovelas, em seguida, em 2010 Nitro dedicado a homens com séries e esportes.
Em 2012, a Gestora de Inversiones Audiovisuales La Sexta se funde com o grupo Antena 3.
Em 6 de março de 2013, o grupo Antena 3 renomeou seu nome para Atresmedia.
Em 18 de dezembro de 2013, o Supremo Tribunal de Espanha ordena a extinção de nove canais de televisão digital terrestre (Televisão Digital Terrestre ou TDT), indicando que as licenças obtidas para esses canais foram concedidas sem concorrência. Três canais do grupo Atresmedia estão preocupados com esta decisão: laSexta3, Nitro e Xplora.
Em fevereiro de 2014, o Supremo Tribunal rejeitou o recurso iniciado pelos grupos audiovisuais, incluindo a Atresmedia, contra o encerramento destes nove canais da TDT: o tribunal exige um novo concurso para obtenção de licenças de cadeia. Como resultado, laSexta3, Nitro e Xplora encerram suas transmissões em 6 de maio de 2014, o último mencionado continua a emitir várias horas por dia na internet por um mês. O grupo está lançando Mega, um novo canal temático masculino, em 1º de julho de 2015.
Em 1º de junho de 2014, o canal Atres Series HD é lançado para o mercado internacional. Transmite muitas séries de Atresmedia. Em 22 de dezembro de 2015, a Atresmedia lançou o Atresseries na Espanha, um novo canal temático de alta definição que transmite séries e filmes no espanhol TDT. Abriga um novo logotipo que também tem a versão internacional.

## Empresas do grupo
- Atresmedia Televisión: Empresa-mãe. É a subsidiária de televisão do grupo, com Antena 3, La Sexta, Neox, Nova, Mega, Atreseries, Antena 3 HD e La Sexta HD, bem como Antena 3 Internacional em vários países da Europa e América Latina e Ver-T em diferentes Localidades espanholas. Anteriormente era chamado Antena 3 de Televisión.
- Atresmedia Radio: É o ramo do rádio e, anteriormente, também da televisão digital local. Opera estações de rádio Onda Cero, Europa FM e Melodía FM. Também operou as redes locais incluídas na marca Ver-T através da subsidiária Uniprex TV. Foi anteriormente chamado de Uniprex.
- Atresmedia Cine: É a subsidiária do cinema do grupo. Grandes produções como Vicky Cristina Barcelona ou Just want to walk e TV Movies, a maioria delas, transmitidas pela Antena 3, como El punishment ou 20N. Anteriormente foi chamado Antena 3 Films.
- Atresmedia Publicidad: É a subsidiária de publicidade exclusiva. Criar campanhas integradas e integradas, baseadas em variadas estratégias multimídia. Gerenciar os espaços publicitários nas cadeias Atresmedia Televisión e nas redes de rádio da Rádio Atresmedia. Anteriormente, chamava-se Atres Advertising.
- Atresmedia Eventos: É uma divisão da Unipublic, criada para a gestão de eventos, tanto culturais, como a Mostra de València, esportes como a Maratona Popular de Madri, o Campeonato Espanhol de Supercross ou o Tour de Espanha que é organizado pela Unipublic. Ou musical Anteriormente chamava-se Antenna 3 Eventos.
- Atresmedia Digital: Esta é a subsidiária que gerencia o conteúdo da web do grupo. Anteriormente era chamado Antena 3 Multimedia.
- Atresmedia Studios: É a subsidiária dedicada ao conteúdo exclusivo de ficção para novos operadores e plataformas.
- Fundación Atresmedia: É uma entidade sem fins lucrativos, privada, estadual e permanente cujo objetivo principal é proporcionar às crianças e adolescentes o apoio necessário ao seu bem-estar e treinamento, bem como promover a consciência social de seus direitos, necessidades e interesses. Anteriormente, foi chamado Fundación Antena 3.
- Atresmedia Studio: É uma empresa criada principalmente para criar séries para Netflix, HBO e Movistar + etc e para vender novas e históricas séries de antenas 3. Seu diretor é Ignacio Corrales e a diretora editorial Sonia Martinez.
- I+3 Televisión (50%): é uma empresa, criada em conjunto com a Indra Sistemas, dedicada às tecnologias da informação.
- Flooxer: plataforma digital do grupo.
- Verte: Produtor audiovisual do grupo.
- Atresmedia e Boomerang TV: criam uma companhia de entretenimento de 50% cada. com prioridade de atresmedia mas também para outros canais de TV.

## Presidentes
- Javier Godó (1989–1992).
- Antonio Asensio (1992–1997).
- José María Mas Millet (1997–2001)
- Enrique Álvarez (2001–2003)
- José Manuel Lara Bosch (2003-2015)
- José Creuheras (2015 - presente)

## Acionistas
Entre os acionistas do grupo está o Planeta deAgostini, sendo a maioria o grupo de 41,70% que é controlado pela DeAgostini S.p.A através da DeAgostini Communications. Este grupo é seguido por UFA Film e Fernseh Unipersonal GmbH (RTL - Grupo Berstelmann) com 18,55%, Imagina Media Audiovisual com 4,23% e ações em tesouraria com 0,35%, sendo o outro 35,07% dos acionistas empresas minoritárias ou cotadas. Na Atresmedia, o Grupo de Produção de Mídia Audiovisual ou GAMP também participa.

## Atividades

### Televisão
Na televisão, a Atresmedia Corporación agrupa dois canais generalistas e quatro canais temáticos em território espanhol, bem como dois que transmitem os sinais dos principais generalistas em alta definição. O grupo também tem um canal internacional e outra série, que transmite em televisão paga para a Espanha e internacionalmente. Todos os canais podem ser visualizados através de plataformas TDT, satélite ou cabo. Os canais são:
| Logo | Canal                               | Inicio de transmissões           | Formato de imagem |
| ---- | ----------------------------------- | -------------------------------- | ----------------- |
|      | Antena 3 Canal generalista.         | 25 de janeiro de 1990 (35 anos)  | HD                |
|      | La Sexta Canal generalista.         | 27 de março de 2006 (19 anos)    | HD                |
|      | Neox Canal de entretenimento.       | 30 de novembro de 2005 (19 anos) | HD                |
|      | Nova Canal de entretenimento.       | 30 de novembro de 2005 (19 anos) | HD                |
|      | Mega Canal de entretenimento.       | 1 de julho de 2015 (10 anos)     | HD                |
|      | Atreseries Canal de entretenimento. | 22 de dezembro de 2015 (9 anos)  | HD                |

#### Extintos
| Logo | Canal                               | Inicio de transmissões           | Extinção                       | Formato de imagem       |
| ---- | ----------------------------------- | -------------------------------- | ------------------------------ | ----------------------- |
|      | Telehit Canal de música.            | 18 de junho de 2006 (19 anos)    | 31 de julho de 2007 (17 anos)  | SD                      |
|      | Hogar 10 Canal de entretenimento.   | 31 de julho de 2007 (17 anos)    | 14 de agosto de 2009 (15 anos) | SD                      |
|      | La Sexta 2 Canal de entretenimento. | 1 de outubro de 2010 (14 anos)   | 1 de maio de 2012 (13 anos)    | SD                      |
|      | Nitro Canal de entretenimento.      | 23 de agosto de 2010 (14 anos)   | 6 de maio de 2014 (11 anos)    | SD                      |
|      | Xplora Canal documental.            | 1 de maio de 2012 (13 anos)      | 6 de maio de 2014 (11 anos)    | SD                      |
|      | La Sexta 3 Canal de filmes.         | 1 de novembro de 2010 (14 anos)  | 6 de maio de 2014 (11 anos)    | SD                      |
|      | Gol T Canal de esportes.            | 19 de setembro de 2008 (16 anos) | 30 de junho de 2015 (10 anos)  | SD (Sinal codificado $) |

#### Televisão no exterior
Os canais para o exterior da Atresmedia Televisión estão disponíveis através de várias plataformas de pagamento em todo o mundo.
| Logo | Canal | Inicio de transmissões           | Formato de imagem |
| ---- | --- | -------------------------------- | ----------------- |
|      | Antena 3 Internacional Canal generalista. | 2 de setembro de 1996 (28 anos)  | HD                |
|      | Atreseries Internacional Canal de entretenimento. | 1 de junho de 2014 (11 anos)     | HD                |
|      | ¡Hola! TV Canal de entretenimento. | 24 de setembro de 2013 (11 anos) | HD                |
|      | Atrescine Internacional Canal de filmes. | Em breve                         | HD                |
|      | Este artigo ou seção pode conter informações desatualizadas. Se tem conhecimento sobre o tema abordado, edite a página e inclua as informações mais recentes, citando fontes confiáveis e independentes. —Encontre fontes: Google (N • L • A • I • WP refs) • ABW • CAPES (Julho de 2025) |                                  |                   |

#### Rádio
No rádio, a Atresmedia Corporación agrupa, através da Rádio Atresmedia, várias estações de rádio, que são:
| Logo | Canal                           | Inicio de transmissões           |
| ---- | ------------------------------- | -------------------------------- |
|      | Onda Cero Emissora generalista. | 26 de novembro de 1990 (34 anos) |
|      | Europa FM Estação de música.    | 15 de abril de 1996 (29 anos)    |
|      | Melodía FM Estação de música.   | -                                |

## Audiências dos grupo de televisão
Evolução da cota mensal de tela, de acordo com as medições de audiência feitas na Espanha pela Kantar Media. O que estão em negrito e laranja são meses em que ele era um líder de audiência.
| Ano  | Janeiro | Fevereiro | Março | Abril | Maio  | Junho | Julho | Agosto | Setembro | Outubro | Novembro | Dezembro | Média anual |
| ---- | ------- | --------- | ----- | ----- | ----- | ----- | ----- | ------ | -------- | ------- | -------- | -------- | ----------- |
| 2007 | 18,4%   | 18,7%     | 18,5% | 17,8% | 17,8% | 17,7% | 17,9% | 18,4%  | 16,6%    | 16,6%   | 17,4%    | 17,7%    | 17,8%       |
| 2008 | 17,6%   | 17,5%     | 16,6% | 17,1% | 16,7% | 15,7% | 17,0% | 16,7%  | 16,9%    | 16,8%   | 17,6%    | 17,3%    | 17,0%       |
| 2009 | 16,8%   | 16,7%     | 16,7% | 16,8% | 16,7% | 16,7% | 17,5% | 17,0%  | 15,9%    | 15,8%   | 15,9%    | 15,9%    | 16,5%       |
| 2010 | 15,1%   | 14,1%     | 14,0% | 14,7% | 15,6% | 15,5% | 15,8% | 16,1%  | 16,7%    | 16,8%   | 16,5%    | 16,9%    | 15,5%       |
| 2011 | 17,0%   | 16,9%     | 16,5% | 16,3% | 15,8% | 16,2% | 16,5% | 18,0%  | 17,8%    | 17,7%   | 18,5%    | 17,4%    | 17,0%       |
| 2012 | 17,9%   | 17,8%     | 18,0% | 17,7% | 17,7% | 17,4% | 18,7% | 17,2%  | 18,5%    | 26,9%*  | 28,2%    | 27,5%    | 25,8%       |
| 2013 | 27,9%   | 28,5%     | 28,3% | 28,5% | 28,6% | 28,5% | 28,7% | 28,7%  | 29,0%    | 29,0%   | 29,6%    | 29,9%    | 28,7%       |
| 2014 | 29,8%   | 30,1%     | 30,2% | 29,4% | 27,5% | 25,9% | 25,8% | 25,9%  | 26,4%    | 27,1%   | 26,9%    | 26,5%    | 27,6%       |
| 2015 | 26,8%   | 26,7%     | 26,5% | 26,4% | 25,5% | 25,5% | 26,1% | 26,8%  | 26,8%    | 27,9%   | 28,7%    | 28,4%    | 26,8%       |
| 2016 | 28,1%   | 28,1%     | 27,4% | 27,5% | 27,0% | 26,2% | 25,8% | 25,4%  | 26,9%    | 27,4%   | 28,0%    | 27,0%    | 27,2%       |
| 2017 | 26,9%   | 27,4%     | 27,1% | 26,3% | 26,4% | 26,1% | 25,2% | 25,7%  | 25,9%    | 28,1%   | 27,4%    | 25,8%    | 26,5%       |
| 2018 | 26,5%   | 27,1%     | 27,0% | 27,1% | 26,8% | 27,2% | 25,8% | 26,5%  | 26,5%    | 27,2%   | 27,5%    |          |             |

(*) Início do grupo após a fusão.

## Organograma
| Área                                                            | Executivo               |
| --------------------------------------------------------------- | ----------------------- |
| Presidente                                                      | José Creuheras          |
| Vice-presidente                                                 | Maurizio Carlotti       |
| CEO                                                             | Silvio González Moreno  |
| Diretor Geral da Atresmedia Televisión                          | Javier Bardají Hernando |
| Diretor de Conteúdo                                             | Carlos Fernández Alonso |
| Diretora de Entretenimento                                      | Carmen Ferreiro         |
| Diretora de Ficção                                              | Sonia Martínez          |
| Diretor Geral da Antena 3 Noticias                              | Santiago González       |
| Diretor Editorial e Informativo da laSexta e Diretor da laSexta | Antonio García Ferreras |
| Diretor do Antena de La Sexta                                   | Mario Lopez             |
| Diretor da Neox, Nova, Mega e Atreseries                        | José Antonio Antón      |
| Diretor Geral da Rádio Atresmedia                               | Ramón Osorio            |
| Presidente do Atresmedia Cine                                   | Mikel Lejarza           |
| Presidente Atresmedia Digital                                   | José Manuel Gonzalez    |
| Diretor da Fundación Atresmedia                                 | Carmen Beigber          |